# Raquel Peters
Raquel Peters nasceu em Albufeira, a 14 de Junho de 1984. É uma fadista portuguesa.

## Biografia
Pode considerar-se que os primeiros passos como cantora foram dados com 12 anos, tendo por essa época participado e vencido concursos de fado de Albufeira, Lagos, Portimão, Vila do Bispo e Loulé.
No seu currículo estão cerca de 10 anos de estudos musicais nas disciplinas de canto, piano e formação musical, nos Conservatórios de Música de Faro e de Albufeira, tendo chegado a gravar um álbum como integrante do Grupo Coral de Música Tradicional Portuguesa do Conservatório de Albufeira, editado em 2002  pela InforArte, onde interpretou como solista os temas "Amália" (com letra de José Galhardo e Frederico Valério) e "Mãe preta" (letra de Piratini).
As actuações levaram-na para além fronteiras, visitando Brasil, Cabo Verde, França e Espanha.
O primeiro brilho a nível nacional surge em Outubro de 2004, dia em que, convidada pelo fadista João Braga, participou no especial televisivo "Amália... É Impossível Esquecê-la", programa com transmissão do Canal 1 da RTP, a partir do Panteão Nacional, na data em que se assinalavam cinco anos desde da morte de Amália.
Também em 2004 é editada a compilação Divas Do Fado Novo da editora Difference. Raquel está presente com os temas "Ó alma" e "Lisboa de encontro", juntamente com nomes como Ana Laíns, Ana Moura, Ana Sofia Varela, Cristina Branco, Katia Guerreiro, Liana ou Mísia.
O seu nome firmou uma verdadeira notoriedade nacional no fado no ano seguinte, em Dezembro de 2005, altura em que, com 21 anos, venceu em Lisboa a Grande Noite do Fado, a iniciativa da Casa da Imprensa.
Em 2007, acompanhou como artista convidada a digressão em Portugal, (que passou por Albufeira),  da cantora argentina Marisa Santos, uma artista ligada ao flamenco, ao tango e ao folclore argentino.
Em paralelo com a música, Raquel foi evoluindo a nível académico tendo concluído uma licenciatura em Psicologia Clínica na Universidade do Algarve.
Com 23 anos, é convidada para gravar o single "Hasta Luego" da Pedro Frias Band, participando ainda nos concertos da banda, inclusivamente no DVD gravado ao vivo em Lagoa. O tema, que se desvia do registo do fado, é cantado em castelhano e está disponível gratuitamente no sítio da internet da banda.

## Discografia

### Álbuns de estúdio
- Raquel ()[8]

### Participações

#### Álbuns de estúdio
- 2002 - Grupo Coral de Música Tradicional Portuguesa do Conservatório de Albufeira (2002) como solista: "Amália" e "Mãe preta".[9]

#### Compilações
- Divas Do Fado Novo (2004) (Difference) com os temas "Ó alma" e "Lisboa de encontro".[4]
- Bar Lisbon (2008) (Nascente) com o tema "Ó alma".[10]